# Bode Miller
Bode Miller (n. 12 octombrie 1977, Easton⁠(d), New Hampshire, SUA) este un schior alpin ce a reprezentat Statele Unite ale Americii, medaliat olimpic. A participat la 5 ediții ale Jocurilor Olimpice (1998, 2002, 2006, 2010, 2014) în care a câștigat o medalie de aur, 3 medalii de argint și două medalii de bronz.